# Basílica de la Asunción de Nuestra Señora (Colmenar Viejo)
La basílica de la Asunción de Nuestra Señora de Colmenar Viejo es un templo gótico con un impresionante campanario y un magnífico retablo mayor de estilo renacentista, realizado entre 1563 y 1579, en madera dorada, policromada y estofada excepto el frontal de altar, en alabastro, centrándose su iconografía en la figura de la Virgen María, representada en la calle central en su Asunción a los cielos.
La iglesia fue levantada en el siglo XV, bajo el patronazgo de los Mendoza, señores de Colmenar Viejo y del Real de Manzanares, por Juan Guas, el arquitecto de los Reyes Católicos.
De esta magnífica obra también hay que destacar la torre, obra de Rodrigo Gil de Hontañón, de 1530, con varios cuerpos de piedra de sillería, rematado con un chapitel octogonal de piedra caliza y con pináculos y gárgolas en sus ángulos, las bóvedas de crucería, el coro y la escalinata al mismo, construidos a finales del siglo XVI.
La torre, en el lado sur, domina el pueblo con sus más de 50 m de altura y 8,80 m de lado. A diferencia del resto de la construcción su aparejo está formado por sillares regulares. Está coronada por chapitel.

## El retablo mayor

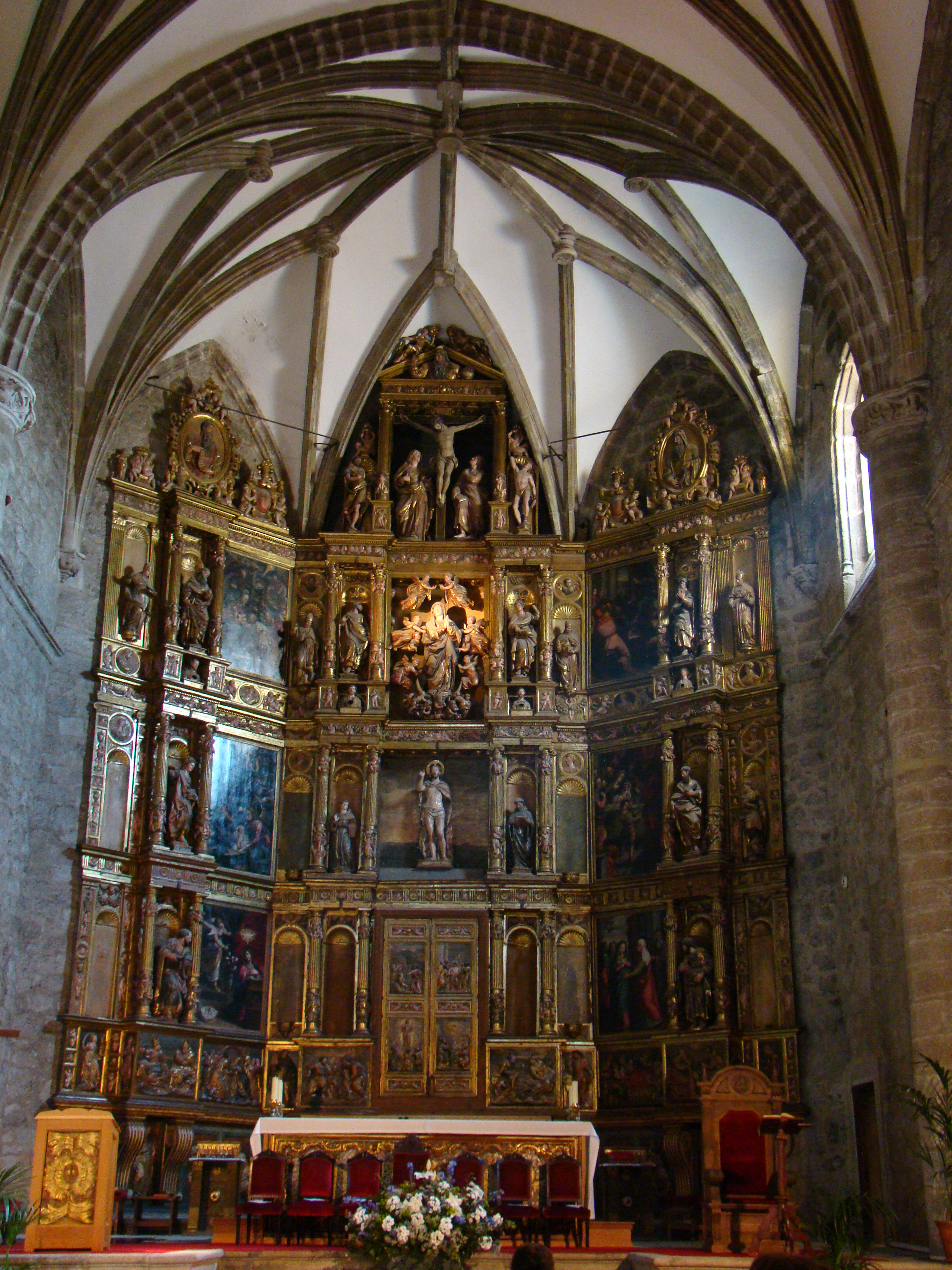
Retablo mayor

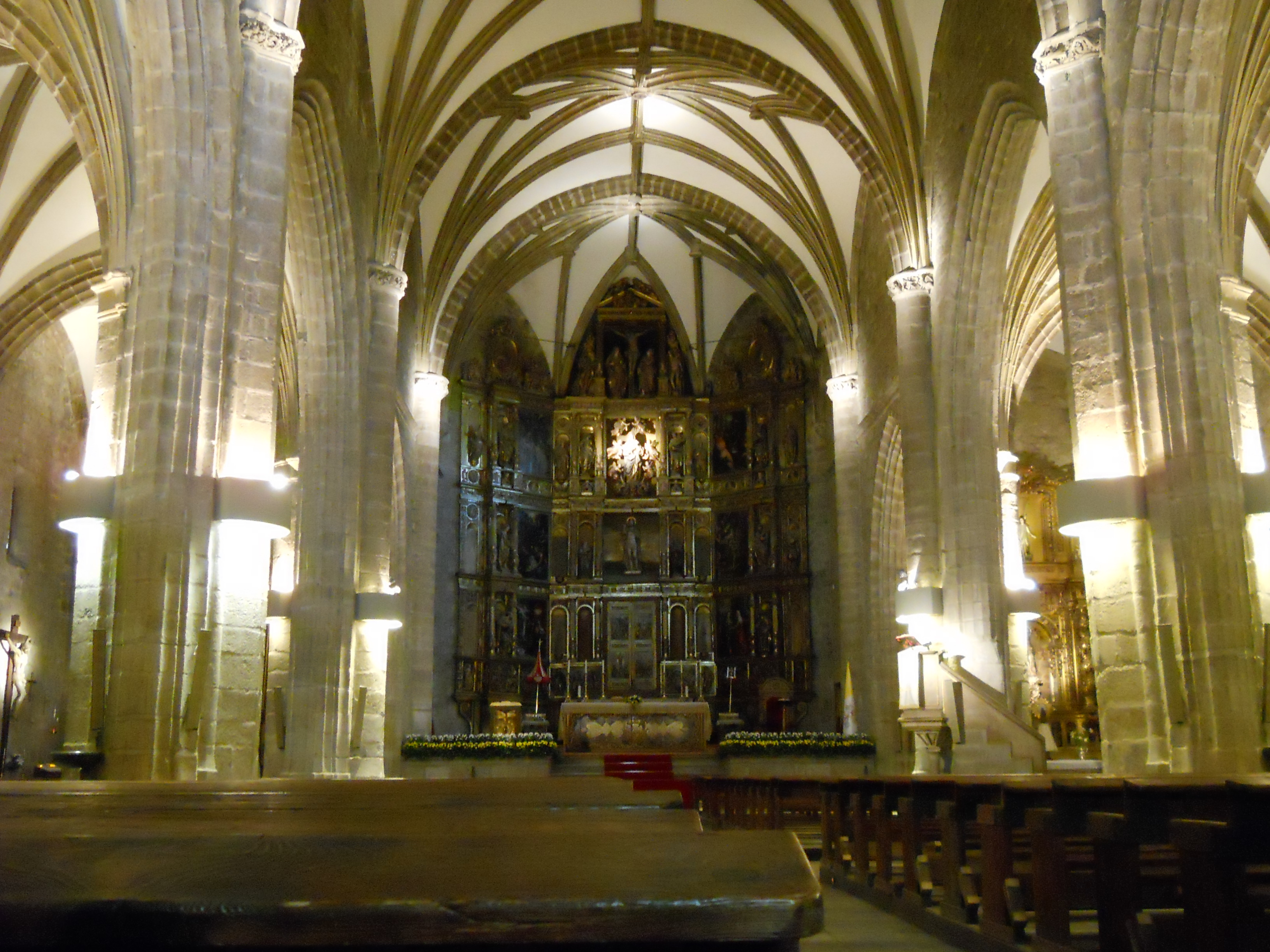
Nave central

Está formado por tres paños adaptados a la forma ochavada del presbiterio y consta de banco, sotabanco y tres cuerpos con tres calles más ocho entrecalles y ático. En los cuerpos se superponen columnas con sus entablamentos de orden dórico en el primer cuerpo, jónico en el segundo y corintio en el tercero.
Tanto el banco como el sotabanco están decorados con relieves (profetas, evangelistas, padres de la iglesia, virtudes y escenas del vida de la Virgen). Los paños laterales constan cada uno de una calle de pinturas al óleo sobre lienzo, seis en total cuyos asuntos se describen más adelante, y dos entrecalles con esculturas de bulto redondo. El paño central es todo él de escultura, con el tabernáculo en forma de templete en el primer cuerpo, con sus puertas pintadas interiormente con escenas del Antiguo Testamento, Cristo resucitado en el segundo cuerpo, de fecha posterior a la construcción del retablo, y la Asunción de la Virgen en el tercero. El ático está presidido por un Calvario bajo un frontón triangular con el Padre Eterno y alegorías de la abundancia, y a sus lados dos esculturas de bulto de un apóstol y de san Sebastián. Rematando los paños laterales aparecen dos tondos con los profetas Isaías y Jeremías. En las entrecalles, esculturas de bulto de apóstoles y santos, alguna perdida.
El retablo mayor fue contratado en 1566 por los maestros toledanos Juan de Tovar y su cuñado Francisco Linares, que debieron de encargarse de las trazas y ejecución del mismo hasta 1572 o 1573, fecha del fallecimiento de Tovar, quien en el taller familiar se encargaba de las labores arquitectónicas, ocupándose Linares de las figurativas. La atribución tradicional a Francisco Giralte por razones exclusivamente estilísticas, limitada según Portela Sandoval a los relieves del banco y las figuras de los apóstoles, carece de fundamento, en opinión de Cruz Valdovinos, a la luz de la documentación y de la propia tipología del retablo, que responde a un modelo común en la archidiócesis toledana con la única novedad, conforme a los años de su ejecución, de la superposición de los órdenes.
Para las labores de pincel los documentos mencionan a cuatro pintores: los toledanos Hernando de Ávila y Rodrigo de Vivar, y los pintores de su majestad Diego de Urbina y Alonso Sánchez Coello. En noviembre de 1566 los dos primeros recibieron provisión del arzobispado de Toledo para hacerse con esta parte de la obra, pero solo un mes después Sánchez Coello y Urbina obtuvieron una provisión semejante que revocaba la anterior. En 1574, con todo, no debían de haber formalizado aún el contrato ni iniciado su trabajo, pues acordaron depositar la cédula ante el escribano, otorgándose mutuamente poder para que pudiera contratarlo cualquiera de ellos. Finalmente, el 4 de marzo de 1579 Sánchez Coello y Hernando de Ávila otorgaron poder a Santos Pedril, conocido por sus labores de dorado en la diócesis de Segovia, para que cobrase del cura y del mayordomo de Colmenar lo que se les debía por la labor de pintura, poderes que se repitieron en 1582 y 1584. Puesto que los documentos no vuelven a mencionar a Vivar, quizá fallecido, ni a Urbina, debe deducirse que la pintura y dorado se adjudicaron finalmente, en una fecha posterior a 1574, a Hernando de Ávila y Sánchez Coello, quienes encomendaron el dorado y policromado a Santos Pedril, el único que llegó a desplazarse al lugar, encargándose de las obras in situ.
Atendiendo a razones estilísticas, Cruz Valdovinos cree, no obstante, que la totalidad de las pinturas, muy próximas a lo toledano, pertenecen a Hernando de Ávila, quien se habría encargado también de las pinturas del interior de la custodia, fechadas en 1579, tratándose de pinturas propias de un iluminador, tarea desempeñada habitualmente por el toledano al servicio de Felipe II. Para quienes, al contrario, aprecian distintas manos en las seis pinturas que forman parte del retablo, estas serían de Diego de Urbina (Anunciación), Hernando de Ávila (Presentación del Niño en el Templo, Jesús entre los doctores), Alonso Sánchez Coello (Nacimiento, Epifanía) y Luis de Velasco, otro pintor toledano vinculado a Hernando de Ávila (Visitación), quedando anónimas las pinturas del tabernáculo.

## Museo de Arte Sacro

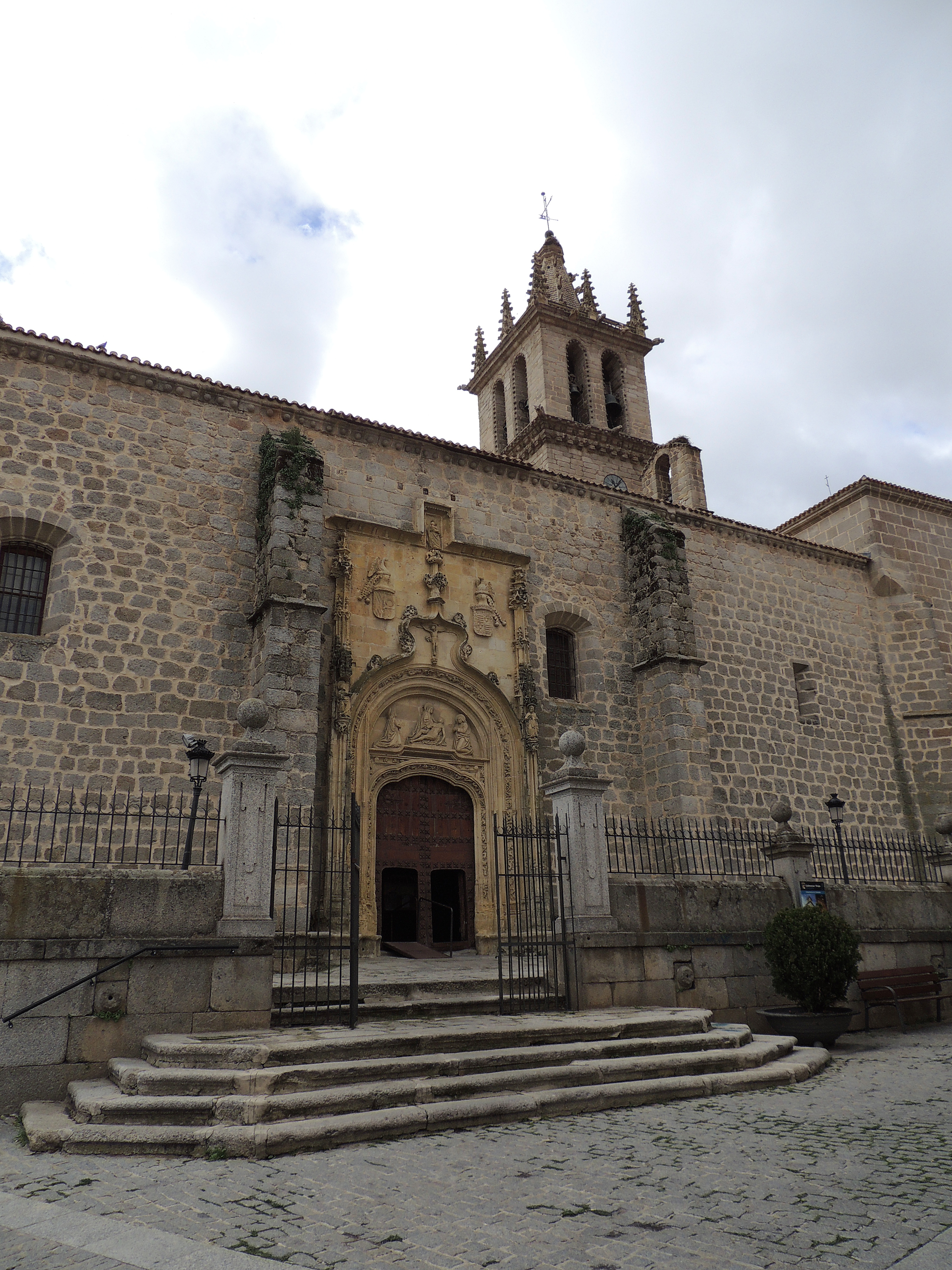
Pórtico de la Basílica de la Asunción de Nuestra Señora en Colmenar Viejo.

En el interior del templo también se puede admirar una interesante muestra de pintura y escultura renacentista, así como otras obras de estilos barroco y rococó, libros cantorales, gárgolas y otras piezas procedentes del propio templo.
Desde el 18 de julio de 2009 la muestra se ha convertido en el Museo de Arte Sacro.

## SigloXXI
Además de la belleza que se puede admirar en el interior de la Basílica, hay que destacar la gran sonoridad de la misma gracias a la cual se pueden realizar conciertos de música clásica. Entre los conciertos anuales destacan los de las asociaciones musicales y vocales de la localidad: la Coral de Colmenar Viejo y la Banda Sinfónica de Colmenar Viejo.
La representación del Auto de los reyes Magos en los primeros días de enero se realiza desde el comienzo del siglo XXI.
Es el centro de la vida religiosa católica de Colmenar Viejo ya que ha sido su iglesia parroquial, bajo la advocación de Nuestra Señora Santa María, titularidad que cambiaría a Asunción de Nuestra Señora en la segunda mitad del siglo XVI. En la actualidad, está considerada Basílica.

## Restauraciones
- En 1649 un rayo destruyó el chapitel, parte de la torre y otras estancias. A partir de 1650 se empieza a restaurar, terminándose en 1656.[9]
- De 1999 a 2000 se restaura la torre de la basílica, con actuaciones como la reposición de un rosetón perdido en fecha indefinida y la rehabilitación de las salas interiores y, especialmente, de la sala del reloj.[10]
- Entre los años 2000 y 2001 fue restaurado el cuerpo de campanas.[11]
- En 2003 se continua con la restauración de la torre, procediéndose a la consolidación de la misma cosiendo las fachadas. En los mismos trabajos se restauraron parte de las gárgolas y la cornisa.[12]